# 史都蒙
史都蒙，渤海国官员，史氏。
渤海文王大钦茂时，官至献可大夫、司宾少令，封开国男。文王大兴三十九年（唐代宗大曆十一年、日本寶龜七年、776年），史都蒙与高禄恩等一百六十七人奉命出使日本，贺光仁天皇即位。十二月，在越前国遭遇风暴，史都蒙等四十六人幸免。次年四月，入平城京。进献方物。光仁天皇授史都蒙以正三位判官。五月，在重阁门随光仁天皇观骑射，并奏渤海乐。从此渤海乐传入日本。